# Wally Pfister
Walter C. «Wally» Pfister (Chicago, 8 de julio de 1961) es un director de fotografía ganador de un premio de la academia en 2011 por su trabajo en Inception. Su primera película como director fue Transcendence estrenada en 2014.
Ha trabajado con el director Christopher Nolan en películas como Memento, Insomnia, Batman Begins, The Prestige, The Dark Knight, Inception, y The Dark Knight Rises. También trabajó con F. Gary Gray en The Italian Job y con Bennett Miller en Moneyball. Su primera película como director fue Transcendence (2014) producida por Alcon Entertainment, con la colaboración de Christopher Nolan.

## Primeros años
Nacido en Chicago y criado en Nueva York. El abuelo de Pfister era el redactor jefe de un periódico de Wisconsin. Su padre, también conocido como Wally, fue un productor de noticias de la televisión, que comenzó su carrera con CBS-TV en Chicago en 1955. Más tarde, como ejecutivo de ABC News, el mayor de los Pfister trabajó con David Brinkley y Peter Jennings, en las convenciones políticas, vuelos espaciales y el movimiento de derechos civiles.
Cuando Pfister tenía alrededor de 11 años, una productora filmó escenas para la película Shamus, pasión por el peligro (1973) con Burt Reynolds en su vecindario. El niño estaba fascinado por el equipo de creación de luces y cámaras. Poco después, comenzó a rodar películas caseras de 8 mm y cortometrajes. Emulando lo que hacía su padre filmó escenas en Kodachrome, para luego editarlas y armar pequeños shows para su familia y amigos.

## Carrera cinematográfica
Después de terminar su carrera, Pfister encontró trabajo como asistente de producción en el canal televisivo WMDT-TV, en Salisbury, Maryland. Tiempo después tomaba prestada una cámara CP-16 con la que empieza a grabar pequeños cortos los fines de semana, incluyendo un ensayo visual sobre una Casa Victoriana; dice Pfister de esto: «Lo hice suave. Pequeños movimientos de cámara sobre la arquitectura de la casa. Lo monté con música, se lo enseñé a la productora y me hicieron camarógrafo».

## Filmografía
| Año  | Película              | Director | Director de fotografía | Notas |
| ---- | --------------------- | -------- | ---------------------- | ----- |
| 2000 | Memento               |          | Sí                     |       |
| 2002 | Insomnia              |          | Sí                     |       |
| 2003 | The Italian Job       |          | Sí                     |       |
| 2005 | Batman Begins         |          | Sí                     |       |
| 2006 | The Prestige          |          | Sí                     |       |
| 2008 | The Dark Knight       |          | Sí                     |       |
| 2010 | Inception             |          | Sí                     |       |
| 2011 | Moneyball             |          | Sí                     |       |
| 2012 | The Dark Knight Rises |          | Sí                     |       |
| 2014 | Transcendence         | Sí       |                        |       |

## Premios y distinciones
Premios Óscar
| Año  | Categoría        | Película        | Resultado |
| ---- | ---------------- | --------------- | --------- |
| 2006 | Mejor fotografía | Batman Begins   | Nominado  |
| 2007 | Mejor fotografía | The Prestige    | Nominado  |
| 2009 | Mejor fotografía | The Dark Knight | Nominado  |
| 2011 | Mejor fotografía | Inception       | Ganador   |